# Ocloya
Els ocloyes (pueblo Ocloya) són una nació indígena considerada part del grup diaguita, però igual que els omaguaques (pueblo omaguaca) amb una antiga influència dels atacamenys (pueblo atacameño) i potser també huarpida (pueblo huarpe).
El ocloyes viuen a les valls d'Ocloya a la província de Jujuy i estan organitzats en el Consejo del Pueblo Ocloya. La seva bandera ètnica és verda amb diversos símbols o bé amb el seu emblema oval, i sota la inscripció em blanc "Pueblo Ocloya".